# Klartext Punkrock
Klartext Punkrock ist eine Punkband aus Eberswalde, die 2005 gegründet wurde. 2012 wurde ihr bisher einziges Album Der Staat ist tot von der Bundesprüfstelle für jugendgefährdende Medien (BPjM) indiziert.

## Bandgeschichte
Die Band gründete sich 2005. 2006 erschienen zwei heute ausverkaufte Demo-CDs. 2012 veröffentlichte die Band eine Promo-CD zum kostenlosen Download. Im gleichen Jahr erschien ihr bisher einziges Album Der Staat ist tot über Elb-Power-Records als CD sowie als auf 300 Stück limitierte LP-Version. Das Album wurde auf Grund der drei Lieder Im Zeichen der Gewalt, Ende und Grüne Schatten von der Bundesprüfstelle für jugendgefährdende Medien indiziert. Die beiden ersten Lieder riefen zur Gewalt gegen Nazis auf, letzteres Lied zur Gewalt gegen Polizisten.

## Musikstil
Musikalisch handelt es sich bei Klartext Punkrock um schnellen, hart gespielten Punk mit direkten, gut verständlichen Texten.

## Diskografie

### Alben
- 2006: Mann in Grün (EP)[3]
- 2012: Der Staat ist tot (Elb-Power-Records, indiziert)[4]

### Demoaufnahmen
- 2006: Kalte Stadt (indiziert)[4]
- 2006: Live @ Exil 22-04-2006
- 2012: Free Promo 2012

### Sampler
- 2007: V/A Bis nix mehr steht (Tape/Sampler)